# Reprezentacja Bhutanu w piłce nożnej mężczyzn
Reprezentacja Bhutanu w piłce nożnej powstała w 1982 i jest regulowana przez Bhutan Football Federation.
W 2000 wstąpiła do FIFA. Pierwszy mecz wygrała w dzień finału Mistrzostw Świata w Korei i Japonii w 2002, grając z  reprezentacją Montserratu, małej wyspy należącej do Wielkiej Brytanii, i wygrywając z nią 4:0. Drugi mecz wygrała 6:0 z reprezentacją Guamu.
Bhutan plasuje się na 209 miejscu w rankingu FIFA, stan na 08 stycznia 2015 roku jest jedną z najsłabszych drużyn piłkarskich świata. Przydomkiem drużyny jest określenie żółte smoki, smok Druk to także jej maskotka (i symbol narodowy Bhutanu). Funkcję trenera reprezentacji pełni pochodzący z Bhutanu Khare Basnet.
Według danych z 14 listopada 2012 roku reprezentacja ta rozegrała 45 meczów, z czego wygrała tylko cztery i tyle samo zremisowała. Obecnie (2018) selekcjonerem reprezentacji Bhutanu jest Trevor Morgan.

## Udział wMistrzostwach Świata
- 1930 – 2002 – Nie brał udziału (nie był członkiem FIFA)
- 2006 – 2014 – Nie brał udziału
- 2018 – Nie zakwalifikował się
- 2022 – Nie zakwalifikował się

## Udział wPucharze Azji
- 1956 – 1980 – Nie brał udziału (nie był członkiem AFC)
- 1984 – 1996 – Nie brał udziału
- 2000 – 2004 –Nie zakwalifikował się
- 2007 – 2011 – Nie brał udziału
- 2015 – 2023 – Nie zakwalifikował się

## Udział wAFC Challenge Cup
- 2006 – faza grupowa